# Pea Jambu
Pea Jambu is een bestuurslaag in het regentschap Aceh Singkil van de provincie Atjeh, Indonesië. Pea Jambu telt 392 inwoners (volkstelling 2010).